# Ivan Mikloš
Ivan Mikloš, né le 2 juin 1960 à Bratislava, est un homme politique slovaque membre de l'Union démocrate et chrétienne slovaque - Parti démocrate (SDKÚ-DS), dont il est vice-président depuis 2004.

## Biographie
Diplômé de sciences économiques en 1983 à l'université Comenius de Bratislava, il y devient professeur jusqu'en 1990. 
En 1991, il est nommé ministre des Privatisations, un poste qu'il conserve pendant un an. Il revient au gouvernement, désormais dirigé par Mikuláš Dzurinda, en 1998, en tant que vice-président, chargé des Affaires économiques. À la suite de la reconduction de Dzurinda en 2002, il est nommé vice-président du gouvernement et ministre des Finances.
Après les élections législatives de 2006, remportées par l'opposition, il devient membre de la commission des Finances et du Budget du Conseil national. Ayant échoué à se faire désigner chef de file de la SDKÚ-DS pour les législatives de 2010 face à Iveta Radičová, il est renommé vice-président du gouvernement et ministre des Finances le 8 juillet, à la suite de la victoire du centre droit au cours de ce scrutin.
Il est remplacé par Peter Kažimír le 4 avril 2012.